# Ra'ad bin Zeid
Ra'ad bin Zeid (Berlino, 18 febbraio 1936) è membro della famiglia reale degli Hashemiti e pretendente al trono dell'Iraq.
Suo padre era il principe Zeid bin Hussein e la madre era la nobile ottomana Fahrelnissa Zeid. Dopo la morte del padre nel 1970 ha ereditato la posizione di capo della Casa Reale d'Iraq e di attuale pretendente al trono d'Iraq.

## Biografia

### Infanzia
Ra'ad è nato a Berlino, dove suo padre era all'epoca ambasciatore iracheno. È nipote agnatico del re Hussein del Hegiaz, essendone suo padre il principe Zeid il figlio minore. Questo lo ha reso cugino di primo grado dei re Talal di Giordania e Ghazi I d'Iraq.

### Matrimonio
Il principe Ra'ad ha sposato civilmente a Södertälje, Svezia, il 30 giugno 1963 e religiosamente al Palazzo Reale di Amman, il 5 agosto 1963, Margaretha Inga Elisabeth Lind, nata in Svezia, da allora conosciuta come Principessa Majda Ra'ad, Presidente della Società Al-Hussein e Direttrice della Fondazione Bandak, Arboga, 5 settembre 1942-Amman, 3 gennaio 2025, figlia di Sven Gustav Lind e di Carin Inga Birgitta Gunlaug Grönwall.

### Pretese sul trono iracheno
Quando re Faisal II d'Iraq fu ucciso all'età di 23 anni in un sanguinoso colpo di stato il 14 luglio 1958 (assieme a gran parte della corte e al principe ereditario Abd al-Ilah ibn Ali al-Hashimi), il principe Zeid, padre di Ra'ad, fu riconosciuto come il capo della casa reale irachena dal ramo giordano della Casa Reale. Continuarono a vivere a Londra, dove risiedeva la famiglia durante il colpo di stato, poiché Zeid era ambasciatore iracheno lì.
Il principe Ra'ad ricopre questa posizione dalla morte del padre nel 1970 in esilio in Francia.
Egli è, inoltre, cugino di re Husayn di Giordania, il quale lo ha nominato Gran Ciambellano.

## Discendenza
Il principe Raad e Margaretha Inga Elisabeth Lind hanno cinque figli:
- Principe Zeid bin Ra'ad - diplomatico giordano, ha servito come Alto commissariato delle Nazioni Unite per i diritti umani dal 2014 al 2018. Nato il 26 gennaio 1964, sposato con Sarah Butler, ha 3 figli: Ra'ad bin Zeid (nato il 17 maggio 2001), Hala bint Zeid (nato il 13 marzo 2003) e Azizah.
- Principe Mired bin Ra'ad - nato l'11 giugno 1965, sposato con Dina Khalifeh. Hanno 3 figli, Shirin bint Mir'ed (nato il 19 maggio 1993), Rakan bin Mir'ed (nato il 20 novembre 1995) e Jafar bin Mir'ed (nato il 4 settembre 2002).
- Principe Firas bin Ra'ad - nato il 12 ottobre 1969, sposato con Dana Nabil Toukan. Hanno 3 figli, Safa (nato il 26 luglio 2001), Haya (nato il 7 marzo 2003) e Hashem (nato il 31 ottobre 2010).
- Principe Faisal bin Ra'ad - nato il 6 marzo 1975, laureato alla Brown University e sposato con Lara Sukhtian. Ha lavorato con MSNBC NBC News a Baghdad coprendo la guerra in Iraq. È la figlia di Munjid Sukhtian. Hanno 3 figli, Hanan (nato il 3 settembre 2006), Mariam (nato il 25 luglio 2008) e Hussein (nato nell'aprile 2013).
- Principessa Nissa bint Ra'ad (Principessa Fakhrelnissa bint Ra'ad) - nata l'11 gennaio 1981, si è laureata alla Brown University nel 2002 e alla UCL nel 2004. Artista conosciuta come Nissa Raad. Sposata nel 2005 e divorziata nel 2017. Ha 3 figli, Radwan Hajjar (nato l'8 agosto 2006), Faisal Hajjar (nato il 14 dicembre 2007) e una figlia Lana Hajjar (nata il 30 aprile 2012).